# Руссиян-Губанова, Татьяна Владимировна
Татьяна Владимировна Руссиян-Губанова (1930—2012) — советская спортсменка (вертолётный спорт), рекордсменка мира. Мастер спорта СССР международного класса (1967), судья всесоюзной категории (1991).

## Биография
Родилась 27 августа 1930 года в Москве; отец — Владимир Павлович Руссиян, мать — Вера Павловна Полякова, брат — Аркадий.
Будучи студенткой Московского авиационного института, в 1951 году она стала планеристкой аэроклуба МАИ, где совершила свой первый полёт на планере и прыгнула с парашютом. В 1954 году окончила институт.
В 1956 году была назначена помощником ведущего инженера по летным испытаниям ОКБ им. М. Л. Миля (ныне Национальный центр вертолётостроения имени М. Л. Миля и Н. И. Камова) и получила свидетельство экспериментатора, которое давало право принимать участие в выполнении служебных полетов и работать на летно-испытательной станции предприятия. В этом же году стала заниматься в первом вертолетном отряде при Центральном аэроклубе СССР им В. П. Чкалова и была аттестована как летчик-спортсмен по вертолетам.
Являясь сотрудником ОКБ Миля и Лётно-исследовательского института им. М. М. Громова по 1985 год, Татьяна Владимировна участвовала в соревнованиях по вертолётному спорту. Установила ряд мировых рекордов в этом виде спорта: на вертолёте Ми-1 поднялась без кислородного оборудования на высоту 4140 м (1959 год); в период с 1960 по 1967 годы устанавливает на вертолетах Ми-1, Ми-2, Ми-4, и Ми-8 ещё 11 мировых рекордов, в том числе рекорды высоты (7524 м, 12 января 1965 года), дальности (1052,49 км, 2 августа 1965 года) и скорости полета на базе 500 км (273,51 км/час, 23 августа 1967 года).
В 1963 году поступила в аспирантуру Московского авиационного института на кафедру «Конструкция и проектирование вертолетов» и работала над диссертацией «Вихревая теория несущего винта на крутом планировании».
В 1985 году Татьяна Владимировна Руссиян-Губанова вышла на пенсию, но с авиацией не рассталась. Занималась общественной деятельностью, помогала отечественным лётчикам-спортсменам осваивать новый вертолет Ка-32, работала арбитром на соревнованиях и в 1991 году ей было присвоено звание судьи всесоюзной категории по вертолетному спорту. В 1992 году вместе с чемпионкой мира Галиной Корчугановой, мировым рекордсменом Лидией Зайцевой и ещё десятью видными советскими авиаторами стала основательницей клуба «Авиатриса». В 1992—2002 годах была вице-президент клуба.
Была замужем за Юрием Николаевичем Губановым — доцентом МВТУ им. Баумана (с 1972 года). В 1973 году у них родился сын Николай.
Умерла 3 октября 2012 года в Москве, была похоронена на Митинском кладбище рядом с матерью.
Награждена орденом Знак Почёта и медалями.